# باول كيو. جادج
باول كيو. جادج (بالإنجليزية: Paul Q. Judge)‏ هو مخترع ورائد أعمال أمريكي، ولد في 1977 في باتون روج في الولايات المتحدة.